# Ranan-Lurie-Political-Cartoon-Preis
Der Ranan-Lurie-Political-Cartoon-Preis ist eine 2000 von der United Nations Correspondents Association (UNCA) gestiftete Auszeichnung für herausragende international publizierende politische Karikaturisten. Sie ist benannt nach dem prominenten UNCA-Mitglied und Publizisten Ranan Lurie.

## Struktur
Gemeinsam mit der UNITED NATIONS Society of Writers and Artists begründete die Journalisten-Vereinigung der UN-Korrespondenten UNCA die Tradition dieses journalistischen Künstlerpreises. Er soll jährlich an herausragende Zeichner verliehen werden, die den Geist und die Prinzipien der Vereinten Nationen fortführen, illustrieren und zuspitzen. Die Jury besteht aus 19 Persönlichkeiten aus ihren Reihen sowie UN-Botschaftern. Den Vorsitz führte 2006 der Friedensnobelpreisträger Elie Wiesel.
Der Hauptpreis ist mit 10.000 Dollar dotiert, der zweite Preis mit 5000, der dritte Preis mit 3000 Dollar. Weitere zehn bekommen eine Ehren-Plakette. Die preiswürdigen Karikaturen werden auf der Website veröffentlicht.